# Gårdsjön (Vittsjö socken, Skåne)
Gårdsjön är en sjö i Hässleholms kommun i Skåne och ingår i Helge ås huvudavrinningsområde. Sjön är 5,1 meter djup, har en yta på 0,188 kvadratkilometer och är belägen 112,1 meter över havet. Vid provfiske har bland annat abborre, braxen, gers och gädda fångats i sjön.

## Delavrinningsområde
Gårdsjön ingår i det delavrinningsområde (624906-136699) som SMHI kallar för Utloppet av Pickelsjön. Medelhöjden är 119 meter över havet och ytan är 41,59 kvadratkilometer. Räknas de 4 avrinningsområdena uppströms in blir den ackumulerade arean 122,27 kvadratkilometer. Vieån (Osbäcken) som avvattnar avrinningsområdet har biflödesordning 2, vilket innebär att vattnet flödar genom totalt 2 vattendrag innan det når havet efter 106 kilometer. Avrinningsområdet består mestadels av skog (63 procent) och sankmarker (15 procent). Avrinningsområdet har 2,84 kvadratkilometer vattenytor vilket ger det en sjöprocent på 6,8 procent. Bebyggelsen i området täcker en yta av 1,84 kvadratkilometer eller 4 procent av avrinningsområdet.

## Fisk
Vid provfiske har följande fisk fångats i sjön:
- Abborre
- Braxen
- Gärs
- Gädda
- Mört
- Sarv